# 23113 Ааронхакім
23113 Ааронхакім (2000 AE13, 1998 QE108, 23113 Aaronhakim) — астероїд головного поясу.
Тіссеранів параметр щодо Юпітера — 3,313.